# Evangelie van Barnabas

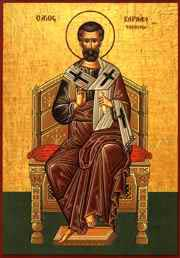
Barnabas

Het evangelie van Barnabas dient niet verward te worden met de brief van Barnabas die dateert van ongeveer 100 n.Chr. 
Het evangelie van Barnabas is een geschrift, dat het leven van Jezus van Nazareth beschrijft door de ogen van zijn discipel Barnabas. Het oudste bekende manuscript dateert uit de zestiende eeuw en is in het Italiaans geschreven. Er is ook een vertaling in het Spaans bekend. Vanwege die late ontstaansgeschiedenis kan het niet tot de apocriefen van het Nieuwe Testament gerekend worden, omdat daartoe uitsluitend geschriften uit de oudheid behoren. Het boek heeft ongeveer dezelfde lengte als de vier evangeliën samen, waarvan het grootste deel is gewijd aan Jezus' bediening. In grote lijnen komt het daarin overeen met dat wat in de andere vier evangeliën te vinden is. De invalshoek van het evangelie komt voor een groot deel overeen met de islamitische interpretatie omtrent Jezus als een profeet. In dit evangelie kondigt Jezus ook de komst aan van Mohammed. De oorsprong van het evangelie is omstreden, maar wordt tegenwoordig in Italië geplaatst, met als vroegst mogelijk datering de veertiende eeuw.
Lonsdale en Laura Ragg vertaalden de Italiaanse tekst voor het eerst in het Engels en voorzagen dit van een voorwoord van 70 pagina's met daarin de redenen waarom verscheidene geleerden ervan overtuigd waren dat dit een vals evangelie uit de Middeleeuwen betrof. In 1908 verscheen in Caïro een Arabische vertaling met een andere inleiding.

## Islamitische visie
Door sommige moslims wordt het evangelie van Barnabas gebruikt als bewijs dat de christenen het bij het verkeerde eind hebben, en wordt het gezien als ondersteuning van de waarheid van de Koran. Op 26 juni 1986 verscheen een artikel op de voorpagina van de Turkse krant Türkiye Gazetesi, waarin beweerd werd dat het originele manuscript van het Evangelie van Barnabas was gevonden in het oosten van Turkije, in de provincie Hakkari. Twee jagers zouden het daar aangetroffen hebben in een diep gat bij de overblijfselen van een mens. Die had een in leer gebonden oud boek op zijn borst, dat naar schatting zo'n 2000 jaar oud was. Het materiaal van het boek was een mengeling van papyrus en katoen. Het boek zou in de Aramese taal zijn geschreven. Onderzoek heeft inmiddels uitgewezen dat het niet om het evangelie van Barnabas ging, maar een Aramees exemplaar van de canonieke bijbel.

## Historisch-kritische visie
Binnen de historische visie wordt op grond van tekst, taal en inhoudelijke elementen aangenomen dat het evangelie in de veertiende eeuw in Italië werd geschreven. Het Italiaanse manuscript uit de zestiende eeuw is in 1709 in Amsterdam ontdekt en aan Eugène van Savoie geschonken. Het berust nu in de Nationale bibliotheek van Oostenrijk. Inhoudelijk past het beeld van Jezus goed bij de islamitische visie, maar wijkt daar ook op een aantal punten van af. Zo zegt Jezus in dit evangelie dat hij 'de Messias niet is', maar dat die nog komen moet, terwijl Jezus in de Koran in soera Het Geslacht van Imraan 45 als messias bestempeld wordt. Verder bevat het historische anachronismen, elementaire fouten betreffende de geografie (dat Nazareth bijvoorbeeld aan de oever van het meer van Galilea ligt). Ook komt er een subtiele referentie naar het werk van de veertiende-eeuwse dichter Dante in voor.

## Voetnoten
1. ↑  Voor deze tekst is gebruikgemaakt van het artikel Gospel of Barnabas van de Engelstalige Wikipedia
2. ↑  Ragg, L & L. The Gospel of Barnabas, Oxford: Clarendon Press, 1907. ISBN 1-881316-15-7
3. ↑   Ron, Pankow, "The Barnabas Bible", Arabia, March–April 1985.
4. ↑  Een boek voor en door christenen over de islam; "Kruis en halve maan", door Colin Chapman, Amsterdam 1996, ISBN 9060648811